# Coptops purpureomixtus
Coptops purpureomixtus es una especie de escarabajo longicornio del género Coptops, tribu Mesosini, subfamilia Lamiinae. Fue descrita científicamente por Pic en 1926.

## Descripción
Mide 14-19 milímetros de longitud.

## Distribución
Se distribuye por India, Birmania y Vietnam.